# Humboldtia
Humboldtia là một chi thực vật có hoa trong họ Đậu.